# Tergestia acanthogobii
Tergestia acanthogobii är en plattmaskart. Tergestia acanthogobii ingår i släktet Tergestia och familjen Fellodistomatidae. Inga underarter finns listade i Catalogue of Life.